# Klaudia Pulchra
Claudia Pulchra (ur. 14 p.n.e., zm. 26 n.e.) – córka Marceli Młodszej i Marka Waleriusza Messali Appianusa, urodzonego jako Appiusz Klaudiusz Pulcher i adoptowanego do rodu Waleriuszy. 
Od około 6 n.e. była żoną Publiusza Kwinktyliusza Warusa, który stracił trzy legiony w czasie klęski Rzymian w bitwie w Lesie Teutoburskim. Tacyt w czwartej księdze „Roczników” relacjonuje jej sprawę. Jako krewna Agrypiny, wdowy po Germaniku i jej stronniczka, stała się pierwszym celem wymierzonych w krąg Agrypiny ciosów inspirowanych przez Tyberiusza i Sejana. Została pozwana przed sąd, a jako oskarżyciel wystąpił Domicjusz Afer. Oskarżenie mówiło o cudzołóstwie z Furniuszem, bezwstydzie, praktykach trucicielskich i rzucaniu klątw na cesarza. Interwencja Agrypiny u Tyberiusza nie zdała się na nic i Klaudia została skazana. 
Zmarła na wygnaniu w 26 n.e. W następnym roku Domicjusz Afer wystąpił z oskarżeniem wobec jej syna, Kwinktyliusza Warusa, tym razem oskarżonemu udało się uniknąć skazania.